# Pheidole nietneri
Pheidole nietneri är en myrart som beskrevs av Carlo Emery 1901. Pheidole nietneri ingår i släktet Pheidole och familjen myror. Inga underarter finns listade i Catalogue of Life.